# VdB 158
vdB 158 è una nebulosa a riflessione visibile nella costellazione di Andromeda.
La sua posizione si individua circa due gradi a nord di λ Andromedae, una stella di magnitudine 3,81; si tratta della parte illuminata di una lunga nube di gas e polveri oscure che si estende in senso nordest-sudovest, nota come GAL 110-13, la cui forma allungata sarebbe il risultato della collisione fra due nubi molecolari, da cui è derivata una compressione che ha provocato dei fenomeni di formazione stellare al suo interno.
La nube è illuminata da due nane bianco-azzurre di classe spettrale B9V, catalogate come HD 222046 e HD 222086, cui se ne aggiunge una terza di classe B8V, HD 222142, la principale responsabile della luce ricevuta dalla nube; queste tre stelle mostrano un moto proprio comune, indicando che si tratta di un gruppo di stelle fisicamente legate fra di loro e che hanno un'origine comune. Inoltre la loro distanza di circa 400 parsec (1435 anni luce), le pone nella stessa regione di Lacerta OB1, un'associazione OB la cui stella più brillante è la 10 Lacertae. Questi fenomeni di formazione stellare potrebbero anche essere stati favoriti dall'esplosione di una supernova generata da uno dei membri più massicci dell'associazione Lac OB1, oltre che dall'azione del vento stellare delle componenti più massicce del sistema, che hanno contribuito anche a modellare la nube GAL 110-13; l'evento dell'esplosione della supernova sarebbe confermato anche dalla presenza di alcune stelle fuggitive osservate nei dintorni dell'associazione.